# Discografia delle 4Minute
La discografia delle 4Minute consiste di due album studio, una compilation, sei extended play e ventuno singoli. Le 4Minute hanno debuttato con il singolo "Hot Issue" nel 2009.

## Album in studio
| Titolo                                                              | Informazioni | Posizione massima | Posizione massima | Posizione massima | Posizione massima  | Vendite                    |         |         |         |
| Titolo                                                              | Informazioni | KOR               | JPN               | TWN               | TWN East Asian [A] | Vendite                    |         |         |         |
| Coreani                                                             | Coreani | Coreani           | Coreani           | Coreani           | Coreani            | Coreani                    | Coreani | Coreani | Coreani |
| ------------------------------------------------------------------- | --- | ----------------- | ----------------- | ----------------- | ------------------ | -------------------------- | ------- | ------- | ------- |
| 4Minutes Left                                                       | - Data di pubblicazione: 5 aprile 2011 - Etichetta: Cube Entertainment, Universal Music Group - Formato: CD, download digitale | 2                 | 145               | —                 | 3                  | - KOR: 34,004              |         |         |         |
| Giapponesi                                                          | |                   |                   |                   |                    |                            |         |         |         |
| Diamond                                                             | - Data di pubblicazione: 15 dicembre 2010 - Etichetta: Far Eastern Tribe Records - Formato: CD, download digitale              | 10                | 27                | —                 | 7                  | - JPN: 12,273 - KOR: 1,000 |         |         |         |
| "—" denota che la pubblicazione non è entrata in quella classifica. | |                   |                   |                   |                    |                            |         |         |         |

- A^ La posizione è stata occupata dalla quarta settimana del 2011 da Diamond, dalla diciannovesima da 4Minutes Left.

## Extended play
| For Muzik                                                           | - Data di pubblicazione: 31 agosto 2009 - Etichetta: Cube Entertainment, Mnet Media - Formato: CD, download digitale             | 2 | —   | 17 | 1[C] | - KOR: 25,000                 |
| Hit Your Heart                                                      | - Data di pubblicazione: 19 maggio 2010 - Etichetta: Cube Entertainment, Universal Music Group - Formato: CD, download digitale  | 3 | 205 | 19 | 5    | - KOR: 23,218                 |
| Volume Up                                                           | - Data di pubblicazione: 9 aprile 2012 - Etichetta: Cube Entertainment, Universal Music Group - Formato: CD, download digitale   | 1 | 114 | 13 | 6    | - KOR: 56,174                 |
| Name Is 4Minute                                                     | - Data di pubblicazione: 26 aprile 2013 - Etichetta: Cube Entertainment, Universal Music Group - Formato: CD, download digitale  | 2 | 83  | 16 | 2    | - KOR: 15,620 - JPN: 1,998    |
| 4Minute World                                                       | - Data di pubblicazione: 17 marzo 2014 - Etichetta: Cube Entertainment, Universal Music Group - Formato: CD, download digitale   | 2 | —   | —  | 10   | - KOR: 11,231                 |
| Crazy                                                               | - Data di pubblicazione: 9 febbraio 2015 - Etichetta: Cube Entertainment, Universal Music Group - Formato: CD, download digitale | 2 | 152 | —  | —    | - KOR: 152,000+ - JPN: 70,000 |
| Act.7                                                               | - Data di pubblicazione: 1 febbraio 2016 - Etichetta: Cube Entertainment, Universal Music Group - Formato: CD, download digitale | 2 | 254 | 1  | 3    | - KOR: 152,000+ - JPN: 70,000 |
| "—" denota che la pubblicazione non è entrata in quella classifica. | |   |     |    |      |                               |

- A^ La posizione è stata occupata dalla seconda settimana del 2010 da For Muzik, dalla ventisettesima da Hit Your Heart, dalla diciassettesima settimana del 2012 da Volume Up, dalla ventesima settimana del 2013 da Name Is 4Minute, dalla sedicesima settimana del 2014 da 4Minute World.
- B^ La posizione è stata occupata dalla terza settimana del 2010 da For Muzik, dalla ventottesima da Hit Your Heart, dalla diciassettesima settimana del 2012 da Volume Up, dalla ventesima settimana del 2013 da Name Is 4Minute, dalla sedicesima settimana del 2014 da 4Minute World.
- C^ For Muzik for Asia è successivamente arrivato alla quarta posizione nella East Asian nella diciassettesima settimana del 2010.

## Raccolte
| Best of 4Minute                                                     | - Data di pubblicazione: 26 settembre 2012 - Etichetta: Far Eastern Tribe Records - Formato: CD, download digitale | — | 37 | - JPN: 6,110 |
| "—" denota che la pubblicazione non è entrata in quella classifica. | |   |    |              |

## Singoli
| Anno                                                                | Titolo                                      | Posizione massima | Posizione massima | Posizione massima | Posizione massima | Vendite                              | Album             |
| Anno                                                                | Titolo                                      | KOR               | JPN               | US J-Pop          | US K-Pop          | Vendite                              | Album             |
| In lingua coreana                                                   | In lingua coreana                           | In lingua coreana | In lingua coreana | In lingua coreana | In lingua coreana | In lingua coreana                    | In lingua coreana |
| ------------------------------------------------------------------- | ------------------------------------------- | ----------------- | ----------------- | ----------------- | ----------------- | ------------------------------------ | ----------------- |
| 2009                                                                | "Hot Issue"                                 | 3                 | —                 | —                 | —                 | - KOR (download digitale): 4,304,000 | For Muzik         |
| 2009                                                                | "Muzik"                                     | 2                 | —                 | —                 | —                 | - KOR (download digitale): 3,209,000 | For Muzik         |
| 2009                                                                | "What a Girl Wants"                         | 6                 | —                 | —                 | —                 | - KOR (download digitale): 3,777,090 | For Muzik         |
| 2010                                                                | "HuH"                                       | 3                 | —                 | —                 | —                 | - KOR (download digitale): 2,357,440 | Hit Your Heart    |
| 2010                                                                | "I My Me Mine"                              | 9                 | —                 | —                 | —                 | - KOR (download digitale): 1,815,744 | Hit Your Heart    |
| 2011                                                                | "Heart to Heart"                            | 5                 | —                 | —                 | —                 | - KOR (download digitale): 1,842,291 | 4Minutes Left     |
| 2011                                                                | "Mirror Mirror"                             | 2                 | —                 | —                 | —                 | - KOR (download digitale): 2,057,010 | 4Minutes Left     |
| 2012                                                                | "Volume Up"                                 | 2                 | —                 | —                 | 3                 | - KOR (download digitale): 1,816,296 | Volume Up         |
| 2013                                                                | "What's Your Name?"                         | 1                 | —                 | —                 | 1                 | - KOR (download digitale): 1,477,832 | Name Is 4Minute   |
| 2014                                                                | "Whatcha Doin' Today?"                      | 1                 | —                 | —                 | 4                 | - KOR (download digitale): 608,376   | 4Minute World     |
| 2014                                                                | "Thank You :)"                              | 7                 | —                 | —                 | —                 | - KOR (download digitale): 777,090   | 4Minute World     |
| 2015                                                                | "Cold Rain"                                 | 5                 | —                 | —                 | —                 | - KOR (download digitale): 134,823   | Crazy             |
| 2015                                                                | "Crazy"                                     | 1                 | —                 | —                 | 1                 | - KOR (download digitale): 3,134,823 | Crazy             |
| 2016                                                                | "Hate"                                      | 1                 | 13                | —                 | 1                 | - KOR (download digitale): 3,134,823 | Act.7             |
| 2016                                                                | "Canvas"                                    | 10                | —                 | —                 | —                 | - KOR (download digitale): 934,823   | Act.7             |
| Canzoni coreane non incluse in un album                             |                                             |                   |                   |                   |                   |                                      |                   |
| 2009                                                                | "Jingle Jingle"                             | 166               | —                 | —                 | —                 | - KOR (download digitale): 1,658,082 | Nessuno           |
| 2010                                                                | "Superstar"                                 | 22                | —                 | —                 | —                 |                                      | Nessuno           |
| 2011                                                                | "Freestyle"                                 | 28                | —                 | —                 | —                 | - KOR (download digitale): 360,616   | Nessuno           |
| 2012                                                                | "Over and Over"                             | 20                | —                 | —                 | —                 | - KOR (download digitale): 319,967   | Nessuno           |
| 2013                                                                | "Is It Poppin'?"                            | 9                 | —                 | —                 | 6                 | - KOR (download digitale): 596,404   | Nessuno           |
| 2014                                                                | "Only Gained Weight" (feat. Brave Brothers) | 5                 | —                 | —                 | 10                | - KOR (download digitale): 267,163   | Nessuno           |
| 2015                                                                | "Whatcha Doin Today? (Rap Version)"         | 9                 | —                 | —                 | 6                 | - KOR (download digitale): 596,404   | Nessuno           |
| In lingua giapponese                                                |                                             |                   |                   |                   |                   |                                      |                   |
| 2010                                                                | "Muzik (Japanese ver.)"                     | —                 | 21                | —                 | —                 | - JPN: 6,154                         | Diamond           |
| 2010                                                                | "I My Me Mine (Japanese ver.)"              | 15                | 26                | —                 | —                 | - JPN: 10,945                        | Diamond           |
| 2010                                                                | "First/Dreams Come True"                    | 26                | 28                | —                 | —                 | - JPN: 6,097                         | Diamond           |
| 2011                                                                | "Why"                                       | —                 | 17                | —                 | —                 | - JPN: 13,559                        | Best of 4Minute   |
| 2011                                                                | "Heart to Heart (Japanese ver.)"            | —                 | 18                | —                 | —                 | - JPN: 9,930                         | Best of 4Minute   |
| 2011                                                                | "Ready Go"                                  | 57                | 23                | —                 | 70                | - JPN: 7,835                         | Best of 4Minute   |
| 2012                                                                | "Love Tension"                              | —                 | 26                | —                 | —                 | - JPN: 4,820                         | Best of 4Minute   |
| "—" denota che la pubblicazione non è entrata in quella classifica. |                                             |                   |                   |                   |                   |                                      |                   |

## Collaborazioni
| Anno | Titolo                                                | Altri artisti                           | Album                             |
| ---- | ----------------------------------------------------- | --------------------------------------- | --------------------------------- |
| 2010 | "Heard 'Em All (Remix)"                               | Amerie, Jun Hyung                       | In Love & War (edizione asiatica) |
| 2010 | "Once Again, Republic of Korea" (다시 한 번 대한민국) | Brown Eyed Girls                        | N.D.                              |
| 2011 | "Without U"                                           | Thelma Aoyama                           | N.D.                              |
| 2011 | "Silly Boy"                                           | 015B, Jun Hyung                         | N.D.                              |
| 2011 | "Fly So High"                                         | Cube Entertainment                      | N.D.                              |
| 2013 | "Christmas Song"                                      | Cube Entertainment                      | N.D.                              |
| 2013 | "You Are A Miracle" (전출연자)                        | 2013 SBS Gayo Daejun Friendship Project | N.D.                              |

## Colonne sonore
| Anno | Titolo                      | Serie TV/film           |
| ---- | --------------------------- | ----------------------- |
| 2010 | "Dreams Come True"          | Gongbueui shin          |
| 2010 | "Making Love" (사랑 만들기) | Kae-in-ui chwihyang     |
| 2010 | "Chaos A.D."                | Domangja peullaen B     |
| 2010 | "Home Run" (홈런)           | Rolling Stars           |
| 2010 | "One Thing"                 | Gwaenchanha, appa ddal  |
| 2011 | "Why"                       | Akutō: Jūhanzai Sōsahan |
| 2012 | "Welcome to the School"     | Hakgyo 2013             |

## Album video
| Titolo             | Informazioni                                                                                     | Posizione massima | Vendite      |
| ------------------ | ------------------------------------------------------------------------------------------------ | ----------------- | ------------ |
| Emerald of 4Minute | - Data di pubblicazione: 7 settembre 2011 - Etichetta: Far Eastern Tribe Records - Formato: DVD  | 4                 | - JPN: 2,194 |
| VOLUME UP ON/OFF   | - Data di pubblicazione: 19 settembre 2012 - Etichetta: Far Eastern Tribe Records - Formato: DVD | 176               | - JPN: —     |

## Video musicali
| Anno                      | Titolo                 | Regista/i              | Artista                |
| Video musicali coreani    | Video musicali coreani | Video musicali coreani | Video musicali coreani |
| ------------------------- | ---------------------- | ---------------------- | ---------------------- |
| 2009                      | "Hot Issue"            | Non disponibile        | 4Minute                |
| 2009                      | "Muzik"                | Non disponibile        | 4Minute                |
| 2009                      | "What a Girl Wants"    | Non disponibile        | 4Minute                |
| 2010                      | "HuH"                  | Hong Won Ki            | 4Minute                |
| 2010                      | "I My Me Mine"         | Hong Won Ki            | 4Minute                |
| 2011                      | "Heart to Heart"       | Hong Won Ki            | 4Minute                |
| 2011                      | "Mirror Mirror"        | Hong Won Ki            | 4Minute                |
| 2012                      | "Volume Up"            | Hong Won Ki            | 4Minute                |
| 2013                      | "What's Your Name?"    | Hong Won Ki            | 4Minute                |
| 2013                      | "Is It Poppin'?"       | Hong Won Ki            | 4Minute                |
| 2014                      | "Whatcha Doin' Today?" | Hong Won Ki            | 4Minute                |
| 2014                      | "Thank You :)"         | Hong Won Ki            |                        |
| 2015                      | "Cold Rain"            | Hong Won Ki            |                        |
| 2015                      | "Crazy"                | Hong Won Ki            | Gayoon                 |
| Video musicali giapponesi |                        |                        |                        |
| 2010                      | "Muzik"                | Non disponibile        | 4Minute                |
| 2010                      | "I My Me Mine"         | Non disponibile        | 4Minute                |
| 2010                      | "First"                | Non disponibile        | 4Minute                |
| 2011                      | "Why"                  | Hong Won Ki            | 4Minute                |
| 2011                      | "Heart to Heart"       | Non disponibile        | 4Minute                |
| 2011                      | "Ready Go"             | Non disponibile        | 4Minute                |
| 2012                      | "Love Tension"         | Non disponibile        | 4Minute                |
| Video musicali coreani    |                        |                        |                        |
| 2013                      | "24/7"                 | Non disponibile        | 2YOON                  |